# Karel Uyttersprot
Karel Uyttersprot (Denderbelle, 10 juli 1949) is een voormalig Belgisch Vlaams-nationalistisch politicus voor de N-VA.

## Levensloop
Hij studeerde in 1972 af als licentiaat in de bestuurswetenschappen en administratief recht aan de Universiteit Gent en volgde management bij Prof. Dr. André Vlerick. Uyttersprot werkte van 1974 tot 1984 als commercieel directeur bij de  fabrikant van naaldvilttapijt en industrieel vilt, Wattex uit Buggenhout. Hij was nadien meer dan een kwart eeuw actief als directeur in de Oost-Vlaamse Kamer van Koophandel ; hij lag aan de basis van de fusie van de diverse Kamers van Koophandel in Oost-Vlaanderen, en het in 2004 opgerichte overkoepelde Voka, als gedelegeerd bestuurder. Een job die hij begin mei 2010 opzegde, om  zich kandidaat te stellen voor de parlementsverkiezingen. Daarnaast was hij van 1990 tot 2022 gedelegeerd bestuurder van het Bedrijvencentrum in Dendermonde en van 2004 tot 2009 rechter in sociale zaken bij de arbeidsrechtbank in Dendermonde en van 2009 tot 2010 raadsheer in sociale zaken aan het Arbeidshof te Gent.
Uyttersprot werd op jonge leeftijd lid van de Volksunie en werd arrondissementeel voorzitter van de jongerenafdeling VUJO. Ook was hij voorzitter van de Volksunie-afdeling in zijn woonplaats Lebbeke, waar hij van 2013 tot 2018 gemeenteraadslid was. Nadat de Volksunie uiteenviel, koos hij in 2001 voor de N-VA en was, samen met enkele medestanders,  oprichter van de lokale N-VA afdeling. Voor deze partij zetelde hij van juni 2010 tot mei 2014 voor de kieskring Oost-Vlaanderen in de Kamer van volksvertegenwoordigers. Hij was er coördinator voor zijn partij in de commissie Bedrijfsleven en Handels- en Economisch Recht. 
Hij is gehuwd, vader van twee dochters en grootvader van zes kleinkinderen. Een van zijn dochters, Goedele Uyttersprot, is ook politiek actief en volgde hem in 2014 (tot 2019) op,  als volksvertegenwoordiger. Sinds 2019 is zij schepen in de gemeente Lebbeke.